# Under Armour
Under Armour, Inc. là một công ty của Mỹ chuyên sản xuất giày dép, quần áo, đồ dùng may mặc. Trụ sở toàn cầu của Under Armour được đặt tại Baltimore, Maryland, một số trụ sở khác của công ty bao gồm Amsterdam (Trụ sở châu Âu), Austin, Quảng Châu, Hồng Kông, Houston, Jakarta, Luân Đôn, Thành phố México, Munich, New York, Panama (Trụ sở quốc tế), Paris, Pittsburgh, Portland, San Francisco, São Paulo, Santiago, Seoul, Thượng Hải (Trụ sở Trung Quốc đại lục) và Toronto.

## Lịch sử

### Giai đoạn đầu

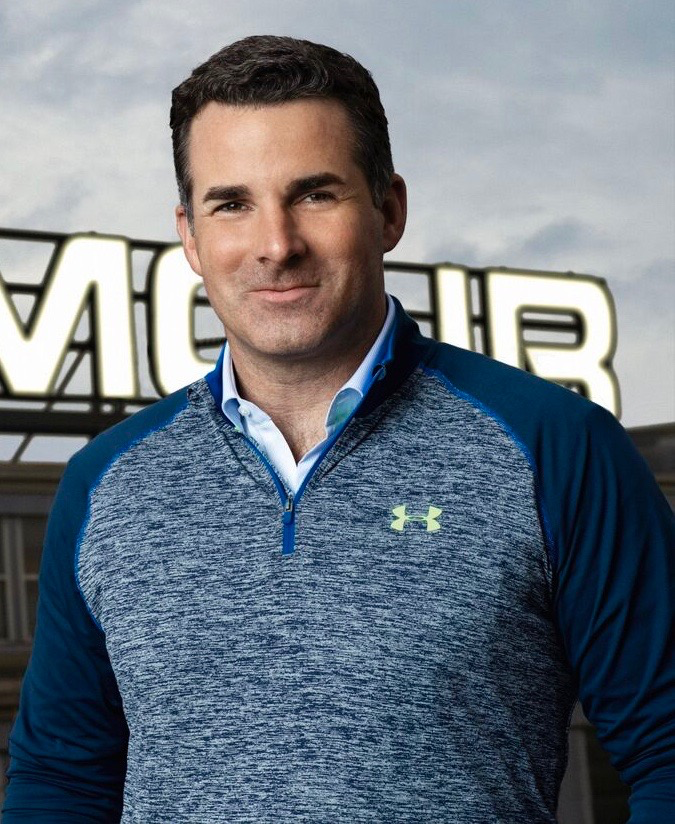
Kevin Plank, người sáng lập Under Armour, ảnh chụp năm 2018

Under Armour được thành lập vào ngày 25 tháng 9 năm 1996 bởi Kevin Plank khi ông mới 24 tuổi. Plank bắt đầu công việc kinh doanh của mình tại tầng hầm nhà bà tại thành phố Washington, D.C. Ông đã dành thời gian để đi khắp nơi tại vùng bờ biển phía Tây, bán những bộ quần áo trong cốp xe của mình. Vào cuối năm 1996, cả nhóm bán hàng của ông cuối cùng cũng kiếm được 17.000 đô la Mỹ tiền doanh thu. Plank sau đó đã chuyển công ty đến Baltimore. Sau một vài lần chuyển địa chỉ khác, cuối cùng thì ông cũng tìm được một nơi sau này cũng trở thành trụ sở chính của công ty tại Tide Point.
Khi còn là một hậu vệ của đội bóng Trường Đại học Maryland, Plank đã trở nên quá mệt mỏi với việc phải liên tục thay những chiếc áo phông đẫm mồ hôi ở bên dưới lớp áo bảo hộ, tuy vậy, ông cũng nhận ra rằng chiếc quần short bó mình đang mặc lại vẫn giữ được sự khô thoáng. Chính điều này đã tạo ra nguồn cảm hứng để ông tạo ra một loại áo phông mới sử dụng sợi vải tổng hợp thấm ẩm. Sau khi tốt nghiệp trường Đại học Maryland, Plank tiếp tục phát triển phiên bản mẫu của chiếc áo này, sau đó ông tặng lại mẫu áo cho các đồng đội và bạn bè tại Maryland. Plank dần dần hoàn thiện việc thiết kế ra một mẫu áo phông sử dụng vải tổng hợp giúp thấm ẩm và mang lại cảm giác mát mẻ, khô thoáng và nhẹ nhàng cho các vận động viên. Nhiều đối thủ cạnh tranh lớn khác như Nike, Adidas và Reebok cũng sớm đi theo con đường của Plank với việc cho ra mắt những mẫu quần áo kiểm thấm ẩm của riêng họ. Plank sử dụng từ "Armour" theo cách đánh vần tiếng Anh thay vì "Armor" theo tiếng Mỹ vì ông muốn có số điện thoại miễn phí "đẹp" hơn.
Mọi người bắt đầu biết đến thương hiệu Under Armour khi thời báo USA Today sử dụng trang bìa với cầu thủ của Oakland Raiders, Jeff George mặc một chiếc áo cổ lọ của hãng. Sau khi được lên trang bìa, đơn hàng lớn đầu tiên đã đến với Under Armour, khi một quản lý thiết bị và dụng cụ đến từ Georgia Tech yêu cầu đặt mua 10 chiếc áo từ Plank. Thương vụ này đã giúp mở cửa cho những hợp đồng của công ty với NC State, Arizona State, và cả các đội bóng đá đến từ giải hạng Nhất của Mỹ. Nhận được sự đánh giá tích cực từ các cầu thủ, thương hiệu Under Armour dần trở nên phổ biến và những đơn hàng bắt đầu nhiều hơn. Trong năm đó, Under Armour cho ra mắt khá nhiều dòng sản phẩm quần áo mới bao gồm ColdGear, TurfGear, AllseasonGear và StreetGear. Đến cuối năm 1996, Under Armour đã  bán được 500 mẫu áo Under Armour HeatGear, đem lại doanh thu 17.000 đô la Mỹ cho công ty. Đến năm 1997, Plank đã thu được số đơn hàng có giá trị 100.000 đô la Mỹ và ông quyết định mở một nhà máy ở Ohio để làm áo.

### Sự phát triển
Under Armour nhận được đơn đặt hàng lớn đầu tiên vào năm 1999 khi Warner Brothers liên hệ tới Under Armour để đặt riêng hai bộ trang phục cho hai bộ phim của đạo diễn Oliver Stone là Any Given Sunday và The Replacements. Trong Any Given Sunday, Willie Beamen (thủ vai bởi Jamie Foxx) đã mặc chiếc jockstrap của Under Armour. Sau thành công của bộ phim Any Given Sunday, Plank đã thực hiện ngay thương vụ quảng cáo tại tạp chí ESPN The Magazine. Thương vụ quảng cáo đã giúp cho hãng thu về khoản doanh thu lên tới 750.000 đô la Mỹ. 

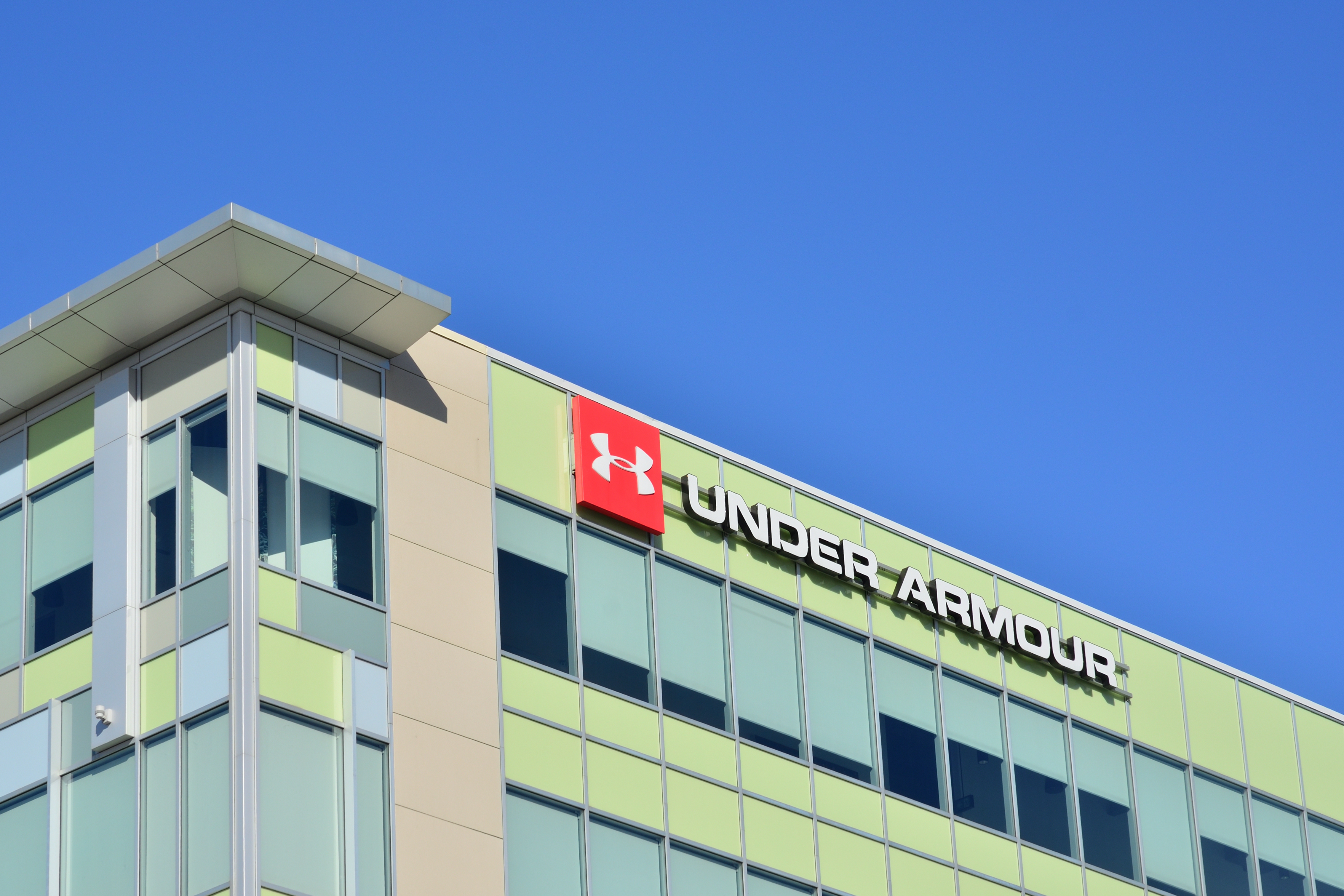
Văn phòng công ty UA tại Canada

Vào năm kế tiếp, Under Armour trở thành nhà cung cấp phục trang cho mùa giải mới của giải bóng đá XFL, giúp cho hãng thu hút được ngày càng nhiều sự chú ý trên sóng truyền hình tại nước Mỹ. Năm 2003, công ty Rosewood Capital đầu tư 12 triệu đô la Mỹ vào Under Armour. Cùng năm đó, hãng đã giới thiệu loạt quảng cáo trên sóng truyền hình đầu tiên, tập trung vào câu khẩu hiệu "Bảo vệ ngôi nhà." Công ty sau đó thực hiện phát hành chứng khoán lần đầu trên sàn NASDAQ vào tháng 11 năm 2005, thu về được 153 triệu đô la Mỹ. Vào cuối năm 2007, Under Armour giới thiệu cửa hàng bán lẻ đầu tiên của mình với đầy đủ các dòng sản phẩm và mức giá tại trung tâm thương mại Westfield Annapolis ơ Annapolis, Maryland.
Công ty cũng mở nhiều cửa hàng và các điểm bán đồ outlet khác tại Canada, Trung Quốc và 39 bang khác trên khắp nước Mỹ.

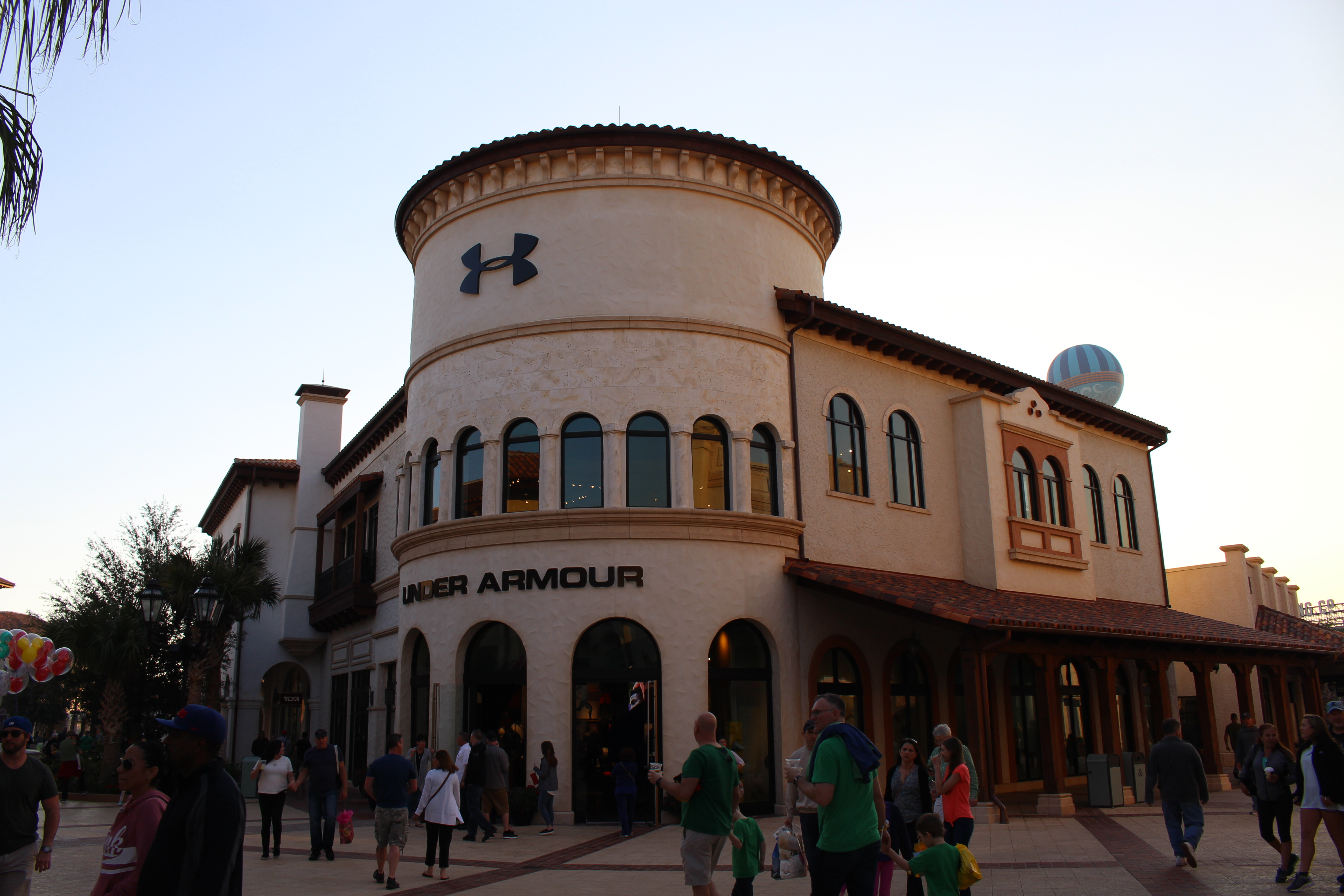
UA Brand House tại Disney Springs

Đến năm 2009, huyền thoải bóng chày Cal Ripken Jr. đã tạo một hợp đồng liên kết với công ty với việc cho phép hình ảnh công ty được hiện diện tại các sự kiện của Ripken Baseball, trong đó bao gồm việc cung cấp các mẫu đồng phục cho giải đấu Aberdeen IronBirds và các đội tuyển trẻ tham gia Giải Vô địch thế giới Cal Ripken.
Việc công ty sau đó trở thành nhà tài trợ thương mại lớn cho chương trình truyền hình thực tế Duck Dynasty và tài trợ cho chương trình truyền hình của Phil Robertson cũng thu hút được nhiều sự chú ý.
Under Armour cung cấp các mẫu trang phục cho các vận động viên lướt ván trong kỳ Thế vận hội Mùa đông 2014. Đội tuyển trượt ván Mỹ đã thua cuộc khi sử dụng mẫu áo Mach 39 của hãng, và sau khi họ đổi lại mẫu áo trước đó, các vận động viên vẫn tiếp tục thua. Mặc dù không phải vấn đề liên quan đến lỗi thiết kế gây ra kết quả không tốt cho việc thi đấu, mẫu áo mới của Under Armour vẫn khiến cổ phiếu của hãng sụt giảm 2.38% ngay sau đó.
Công ty, cung cấp số tiền 250.000.000 đô la Mỹ được báo cáo trong vòng 10 năm, cũng đấu thầu mạnh mẽ để Nike ký hợp đồng với MVP NBA Kevin Durant cho một thỏa thuận chứng thực. Tuy nhiên, Nike cuối cùng đã tái ký hợp đồng với Durant sau khi đồng ý cấu trúc một hợp đồng, đề nghị 300 triệu đô la Mỹ.
Vào ngày 21 tháng 1 năm 2014, có thông báo rằng Đại học Notre Dame và Under Armour đã đạt được thỏa thuận cung cấp đồng phục và thiết bị thể thao cho trường đại học. Thỏa thuận 10 năm này là hợp đồng lớn nhất thuộc loại này trong lịch sử điền kinh đại học và có hiệu lực từ ngày 1 tháng 7 năm 2014. Tính đến năm 2014, Under Armour có lợi nhuận hoạt động hơn 30%, tăng nhanh so với tốc độ năm 2013. Giá cổ phiếu của công ty đã tăng 62,5% trong năm đó.

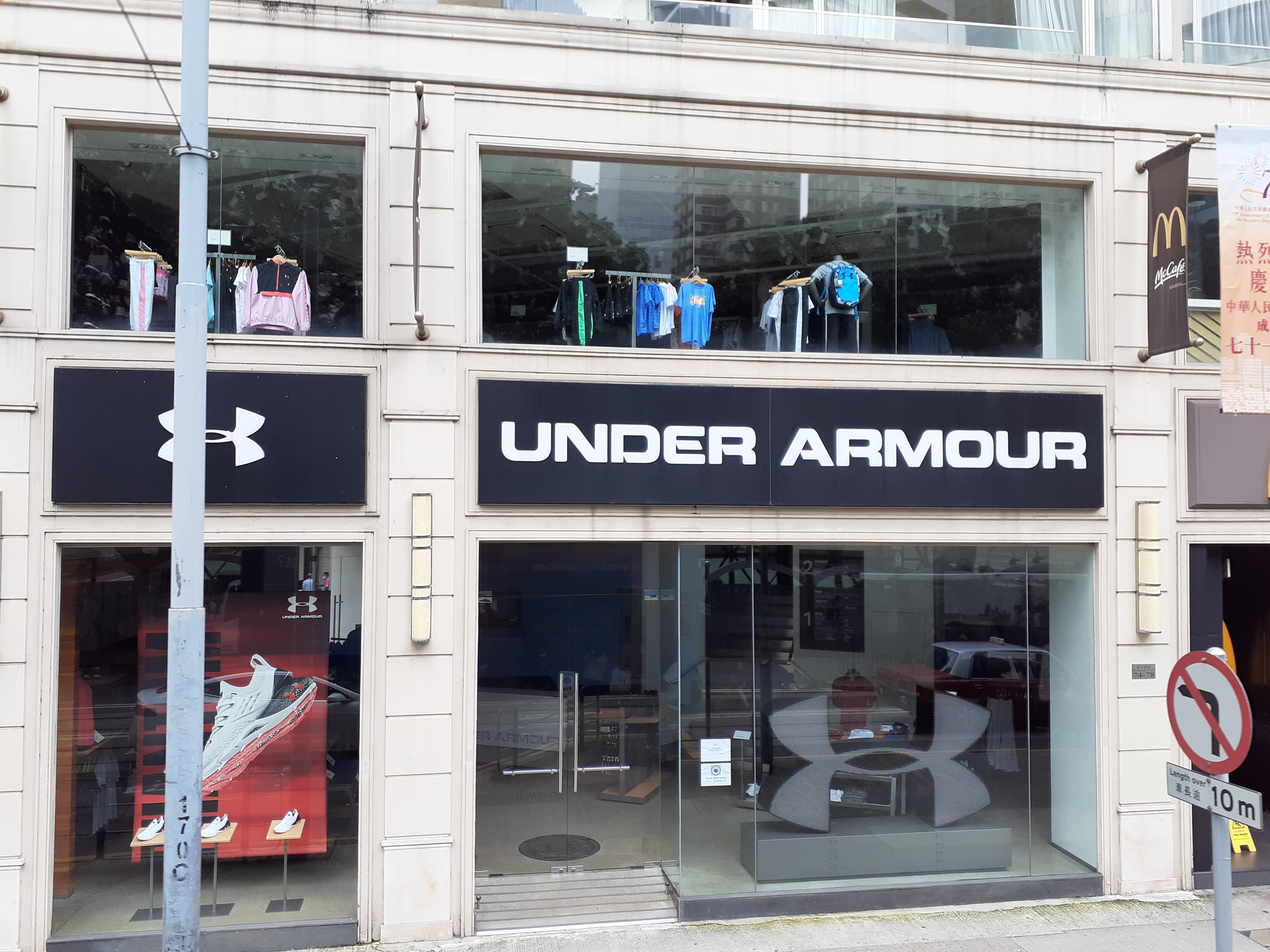
Cửa hàng UA ở Wan Chai, Hong Kong

Sau khi mua lại nhà sản xuất ứng dụng kỹ thuật số MapMyFitness vào tháng 11 năm 2013 với giá 150.000.000 đô la Mỹ , vào tháng 2 năm 2015, Under Armour thông báo họ đã mua nhà sản xuất ứng dụng đếm calo và dinh dưỡng MyFitnessPal với giá 475 triệu đô la Mỹ, cũng như nhà sản xuất ứng dụng thể dục Endomondo với giá 85 triệu đô la Mỹ.
Vào ngày 6 tháng 1 năm 2016, Under Armour đã công bố quan hệ đối tác chiến lược với IBM để sử dụng công nghệ điện toán nhận thức của IBM Watson nhằm cung cấp dữ liệu có ý nghĩa từ bộ công cụ IOT và ứng dụng UA Record.
Vào ngày 3 tháng 3 năm 2016, công ty đã trở thành Đối tác bóng thi đấu chính thức của North American Soccer League, bắt đầu từ mùa giải 2016 của họ.
Vào ngày 26 tháng 5 năm 2016, Under Armour và UCLA đã công bố kế hoạch của họ về hợp đồng 15 năm trị giá 280 triệu đô la, đây là khoản tài trợ giày và quần áo lớn nhất trong lịch sử NCAA.
Vào tháng 7 năm 2016, Under Armour đã thuê không gian rộng 53.000 foot vuông (4.900 m2) trước đây do FAO Schwarz chiếm giữ trên Đại lộ số 5 của New York. FAO Schwarz đã trả 20 triệu đô la tiền thuê. Việc khai trương cửa hàng, theo kế hoạch ban đầu vào năm 2019, đã bị lùi lại sang năm 2021. Under Armour sau đó đã thông báo vào tháng 3 năm 2021 rằng họ đang lên kế hoạch cho thuê lại khoảng một nửa không gian tổng thể.
Vào ngày 5 tháng 12 năm 2016, Under Armour đã đạt được thỏa thuận 10 năm với Major League Baseball để trở thành nhà cung cấp đồng phục thi đấu chính thức của MLB, bắt đầu từ năm 2020. Under Armour sẽ thay thế Majestic, hãng đã từng là nhà cung cấp đồng phục của MLB kể từ năm 2004. Tuy nhiên, vào tháng 5 năm 2018, có thông tin cho rằng Under Armour sẽ rút khỏi thỏa thuận với MLB để tiết kiệm cho công ty khoảng 50 triệu đô la. Thay vào đó, Nike sẽ trở thành nhà cung cấp đồng phục thi đấu của giải đấu. Thỏa thuận của MLB với Nike trở thành chính thức vào ngày 25 tháng 1 năm 2019.
Under Armour hợp tác với vận động viên NBA Stephen Curry, người được coi là "gương mặt đại diện cho dòng giày của họ". Ban đầu ký hợp đồng với Nike, Curry gia nhập Under Armour trong mùa giải 2013. Khi Curry hai lần trở thành người chiến thắng Giải thưởng Cầu thủ Giá trị nhất NBA và là một trong những vận động viên nổi tiếng nhất thế giới, doanh số bán giày của anh ấy đã trở thành một yếu tố chính đối với thương hiệu Under Armour, với giá cổ phiếu tăng và giảm dựa trên thành công của dòng giày Curry.
Under Armour hợp tác với tay golf PGA Jordan Spieth, người đã giành được ba danh hiệu lớn cho đến nay (Masters 2015, US Open 2015 và Open Championship 2017) và gần đây đã ra mắt giày golf của riêng mình, "Spieth One."
Vào ngày 10 tháng 10 năm 2018, Under Armour thông báo rằng họ đã ký hợp đồng với trung phong Joel Embiid của Philadelphia 76ers để ký hợp đồng quảng cáo giày thể thao.
Vào tháng 10 năm 2019, Kevin Plank thông báo rằng ông sẽ từ chức vào năm 2020 và COO Patrik Frisk sẽ kế nhiệm ông làm Giám đốc điều hành vào tháng 1 năm 2020. Vào tháng 7 năm 2020, công ty nhận được Wells Notices từ Ủy ban Giao dịch và Chứng khoán Hoa Kỳ, ông David Bergman, Giám đốc điều hành của Plank the Under Armour. Các thông báo là kết quả của những tiết lộ kế toán của nó cho các năm 2015 và 2016 và doanh số bán hàng "kéo về phía trước" trong cùng kỳ. Cùng tháng, công ty báo cáo doanh thu giảm 41% trong quý 2 năm 2020, tương đương 707,6 triệu USD. Do tác động của đại dịch COVID-19, Under Armour đã phải đóng cửa các cửa hàng vật lý của mình vào đầu năm đó. Mặc dù doanh thu giảm, nó vẫn hoạt động tốt hơn so với các dự đoán phân tích, vốn đã ước tính lợi nhuận trước đó là 541 triệu đô la doanh thu cho quý 2.

## Tài chính
Vào năm tài khóa 2018, Under Armour thông báo lỗ 48 triệu đô la Mỹ, với mức doanh thu cả năm đạt 4,977 tỷ đô la Mỹ, tăng 9.9% so với kỳ tài khóa trước đó. Giá trị thị trường của Under Armour ước tính đạt 10,7 tỷ đô la Mỹ vào tháng 11 năm 2018.
| Năm  | Doanh thu (triệu đô la Mỹ) | Lợi nhuận (triệu đô la Mỹ) | Tổng tài sản (triệu đô la Mỹ) |
| ---- | -------------------------- | -------------------------- | ----------------------------- |
| 2005 | 281                        | 14                         | 204                           |
| 2006 | 431                        | 39                         | 289                           |
| 2007 | 607                        | 52                         | 391                           |
| 2008 | 725                        | 38                         | 488                           |
| 2009 | 856                        | 46                         | 546                           |
| 2010 | 1.064                      | 68                         | 675                           |
| 2011 | 1.473                      | 96                         | 919                           |
| 2012 | 1.835                      | 129                        | 1.157                         |
| 2013 | 2.332                      | 162                        | 1.578                         |
| 2014 | 3.084                      | 208                        | 2.095                         |
| 2015 | 3.963                      | 233                        | 2.866                         |
| 2016 | 4.825                      | 198                        | 3.644                         |
| 2017 | 4.977                      | −48                        | 4.006                         |

## Các sản phẩm
Các sản phẩm được sản xuất bởi Under Armour bao gồm giày sneaker, áo thun, jacket, áo hoodie, một số loại quần áo khác và các sản phẩm phụ kiện thời trang như túi, găng tay, mũ lưỡi trai hoặc phụ kiện thể thao khác.
Under Armour cũng sản xuất các sản phẩm thể thao như bóng đá, bóng rổ, đồng phục bóng đá hoặc một số môn thể thao khác. 

### Sản phẩm thời kỳ đầu

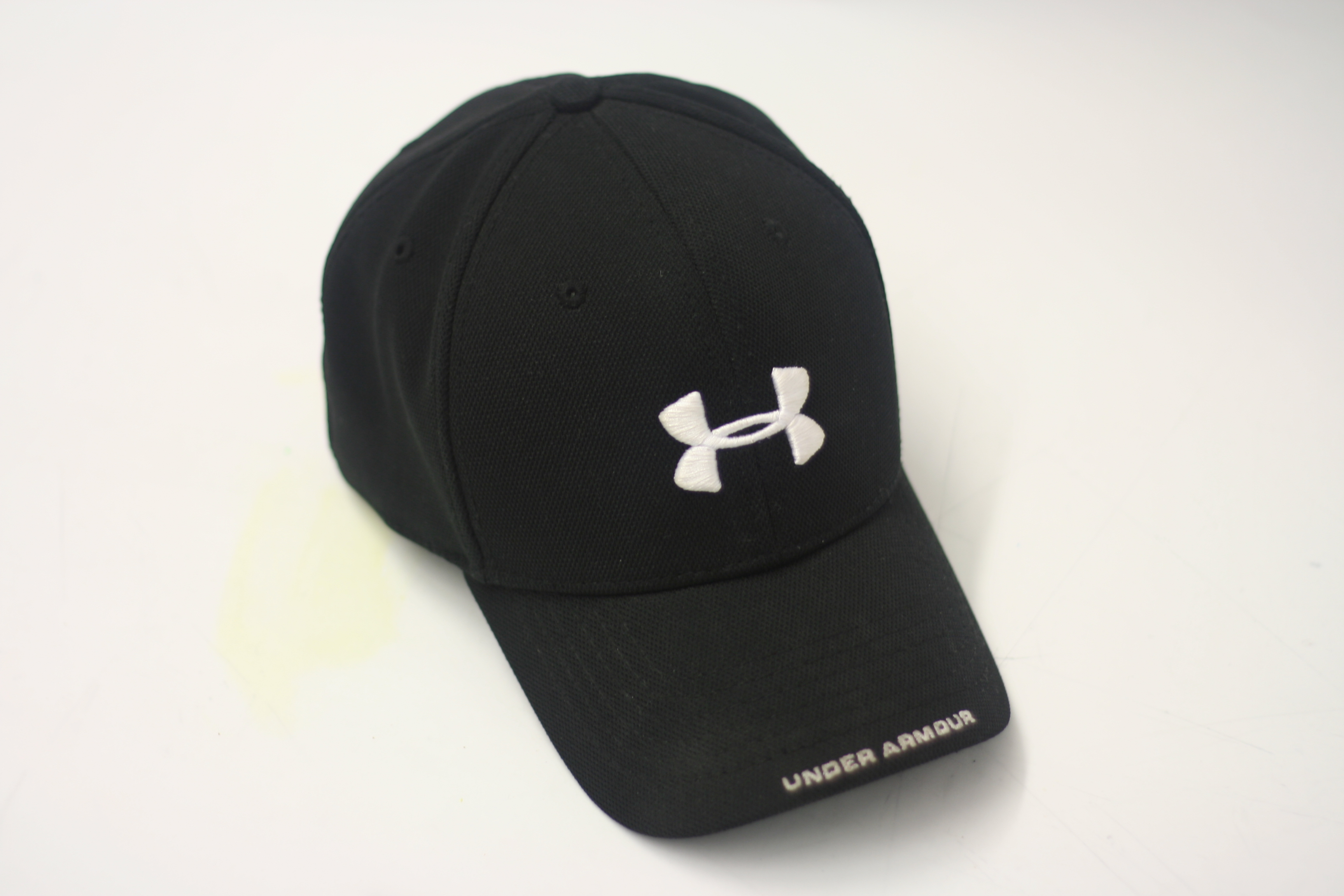
Một chiếc mũ lưỡi trai của Under Armour

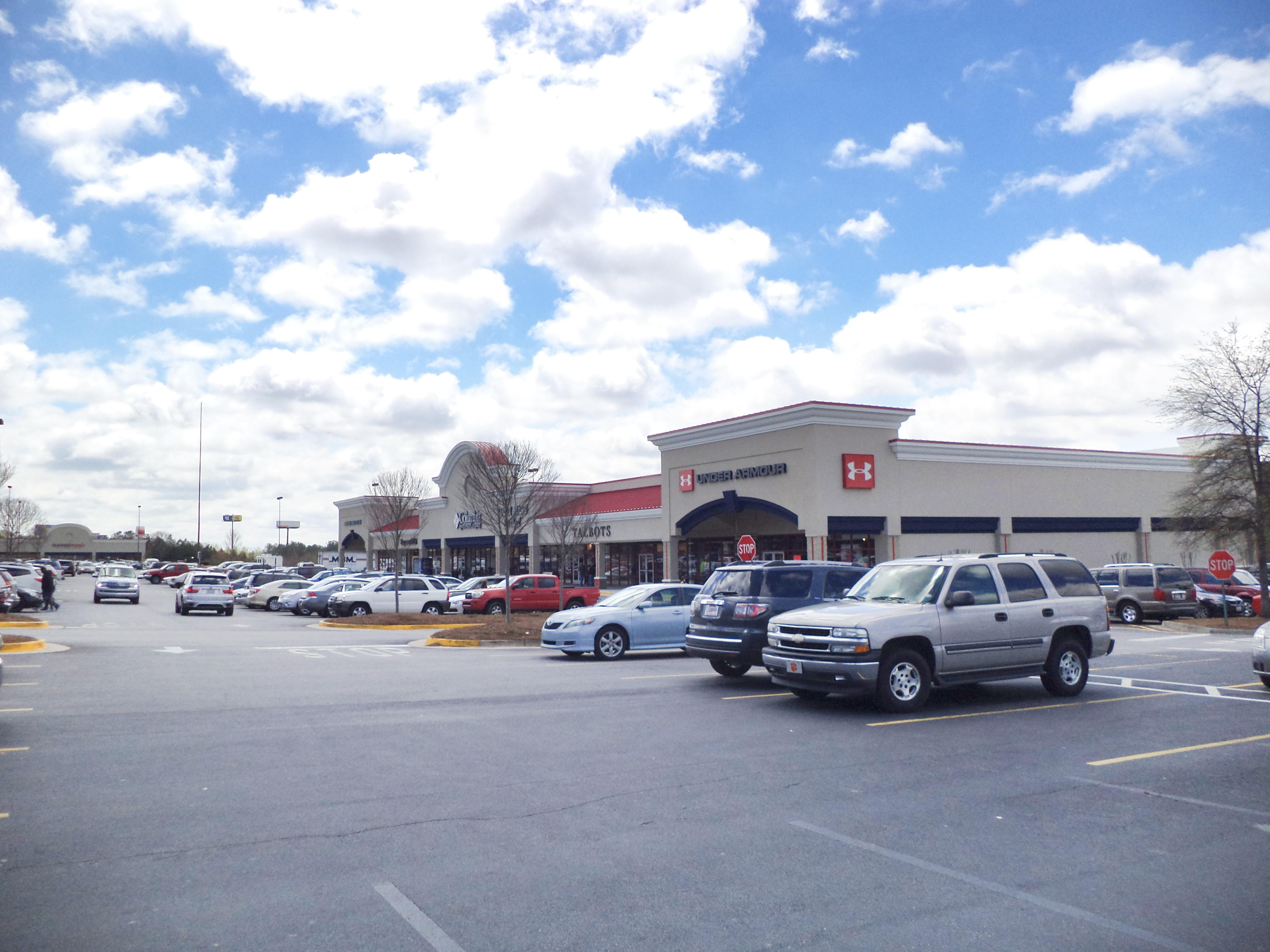
Cửa hàng outlet của Under Armour tại Henry County, Georgia

Việc mở rộng của các dòng sản phẩm Under Armour như TurfGear, AllseasonGear và StreetGear đã giúp hãng này dần tiến gần hơn với nhiều người tiêu dùng trong ngành may mặc. Vào năm 2003, Under Armour cho ra mắt dòng sản phẩm Performance Gear dành cho nữ.

### Sản phẩm ra mắt gần đây
Under Armour thông báo vào năm 2013 về việc cho ra mắt một sản phẩm mới trong dòng sản phẩm ColdGear với tên gọi là Infrared. Dòng sản phẩm này được cho biết có khả năng hỗ trợ tản nhiệt và tái lưu thông nhiệt xung quanh cơ thể người sử dụng bằng bột gốm. Việc thiết kế như vậy nhằm mục đích giúp cho nhiệt độ cơ thể người mặc sẽ không bị tăng quá cao khi vận động. Under Armour cũng cho ra mắt một sản phẩm mới với công nghệ kiểm soát mùi hương vào năm 2012 với tên gọi "Under Armour Scent Control". Dòng sản phẩm này được cho biết có thiết kế để giúp mùi hương của người mặc không thể bị phát hiện.
Under Armour còn thiết kế một mẫu áo mới có tên gọi là "Coldblack," được thiết kế giúp phản xạ nhiệt và giúp vận động viên thoáng mát ngay cả khi thi đấu dưới ánh mặt trời. Under Armour sau đó cho ra mắt mẫu đồng phục bóng đá mới vào tháng 10 năm 2012, có tên gọi là "The Wounded Warrior". Đội tuyển Đại học Hawaii và Cao đẳng Boston là hai đội tuyển sử dụng mẫu đồng phục này với phần quần bó và áo bảo vệ có gắn những sọc kiểu Hoa Kỳ.
Công ty cũng cho sản xuất mẫu giày Speedform tại một nhà máy tại Trung Quốc vốn chuyên sản xuất áo lót. Đôi giày này không có đế trong và sử dụng rất ít đường khâu. Giày dép là ngành hàng đang phát triển nhanh nhất tại Under Armour, tăng hơn 31% từ năm 2011 để tạo ra doanh thu 239 triệu đô la Mỹ vào năm 2012.
Vào năm 2018, Under Armour cho ra mắt hai mẫu giày chạy thông minh tại sự kiện CES. Bên trong mỗi đôi giày đều sẽ có một mô-đun kết nối Bluetooth, máy gia tốc và con quay hồi chuyển.

### Thu hồi sản phẩm
Vào ngày 29 tháng 4 năm 2009, Ủy ban An toàn Hàng hóa Người tiêu dùng Hoa Kỳ đã thông báo yêu cầu thu hồi các sản phẩm cup điền kinh do Under Armour sản xuất. Những chiếc cúp này được cho là có thể bị vỡ khi va chạm, gây ra nguy cơ làm thương tích người dùng. Những chiếc cúp này được bán ra từ tháng 1 năm 2006 đến tháng 3 năm 2009.
Vào ngày 3 tháng 11 năm 2011, Ủy ban An toàn Hàng hóa Người tiêu dùng Hoa Kỳ tiếp tục yêu cầu thu hồi dòng sản phẩm bảo vệ cằm thể thao Under Armour Defender. Miếng bảo vệ cằm này có thể bị rách khi tiếp xúc với kim loại, khiến người dùng có thể gặp nguy hiểm. Sản phẩm này được bán ra từ tháng 1 năm 2008 đến tháng 9 năm 2011.

### Doanh thu
Vào năm 2014, doanh thu của các sản phẩm quần áo, giày dép và phụ kiện thời trang đã giúp đem về lần lượt là 74,3%, 14% và 9,9% tổng doanh thu cho công ty. Nguồn doanh thu của Under Armour đã tăng đến 30% trong giai đoạn 2010-2014. Vào ngày 28 tháng 1 năm 2016, doanh thu thuần trong quý thứ tư của năm 2015 được công bố đã gia tăng 31% lên thành 1,17 tỷ đô la Mỹ trong khi doanh thu của cả năm cũng tăng 28% lên thành 3,96 tỷ đô la Mỹ. 

### Phân bố khách hàng
Trong số các khách hàng hiện tại của Under Armour, có 53% người mua hàng của Under Armour là nam giới và 47% còn lại là nữ giới. Trên 36% người tiêu dùng của hãng đã tốt nghiệp cao đẳng trở lên, phần lớn khách hàng của Under Armour cũng nằm trong độ tuổi từ 25-34, trong đó nhóm khách hàng chiếm tỷ lệ thấp nhất là những người trên 65 tuổi. 49,9% khách hàng của Under Armour có mức thu nhập cả gia đình dao động trong khoảng từ 75.000 đến 149.000 đô la Mỹ (Theo nghiên cứu của Gfk Mediamark Research & Intelligence, 2015).  

## Tiếp thị và tài trợ

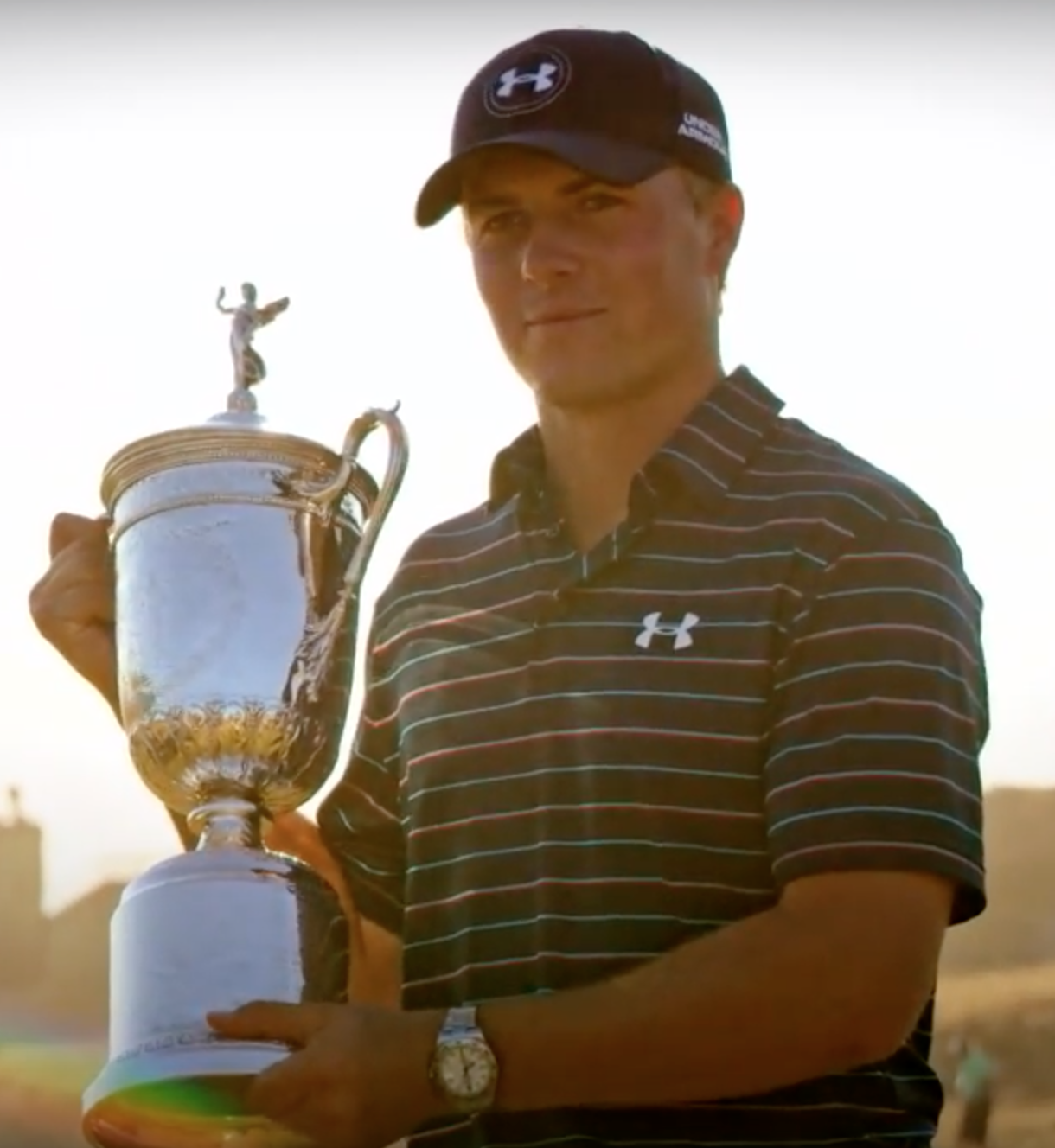
Jordan Spieth mặc đồ chơi golf Under Armour

Under Armour hợp tác với các vận động viên, người nổi tiếng và các đội thể thao, tạo ra lợi thế cạnh tranh trong ngành may mặc thể thao. Hợp tác với nam diễn viên Dwayne Johnson từ tháng 1 năm 2016 là một trong những chiến lược tiếp thị mang lại lợi ích tài chính to lớn cho Under Armour.
Under Armour bắt đầu hợp tác với golfer Jordan Spieth từ năm 2013 thông qua một bản hợp đồng chứng thực. Kể từ đó, Spieth đã gặt hái nhiều thành công, bao gồm 3 giải đấu chuyên nghiệp danh giá: Masters 2015, US Open 2015 và Open Championship 2017. Nổi bật hơn, Spieth còn hợp tác cùng Under Armour cho ra mắt dòng giày golf riêng mang tên "Spieth One".
Under Armour hợp tác với Hollywood để nâng tầm thương hiệu. Hành trình này bắt đầu từ năm 1999 với bộ phim thể thao "Any Given Sunday". Kể từ đó, Under Armour liên tục xuất hiện trong các tác phẩm điện ảnh nổi tiếng như "Friday Night Lights" (2004), "The Blind Side" (2009), "The Dark Knight Rises" (2012), "Lone Survivor" (2013), "The Martian" (2015) và các loạt phim truyền hình đình đám như "The Wire" và "House of Cards". Hơn thế nữa, Under Armour còn hợp tác với nhà thiết kế trang phục Alexandra Byrne để tạo ra trang phục lót cho các nhân vật trong Vũ trụ Điện ảnh Marvel.
Under Armour hợp tác với Stephen Curry, siêu sao NBA, và coi anh là "gương mặt đại diện cho dòng giày của họ". Curry ban đầu ký hợp đồng với Nike, nhưng đã gia nhập Under Armour vào mùa giải 2013. Quyết định này mang lại thành công vang dội cho cả hai bên. Curry trở thành cầu thủ hai lần đoạt danh hiệu MVP NBA và là một trong những vận động viên được yêu thích nhất thế giới. Nhờ đó, doanh số bán giày của Curry tăng vọt, góp phần thúc đẩy thương hiệu Under Armour phát triển mạnh mẽ. Giá cổ phiếu của Under Armour thậm chí còn biến động theo sự thành công của dòng giày Curry.
Ngày 3 tháng 3 năm 2016 đánh dấu cột mốc quan trọng khi Under Armour chính thức trở thành Đối tác bóng thi đấu chính thức của Giải bóng đá Bắc Mỹ, bắt đầu từ mùa giải 2016. iếp nối thành công đó, vào tháng 5, Under Armour ký kết hợp đồng 15 năm trị giá 280 triệu USD với UCLA, trở thành nhà tài trợ giày và quần áo lớn nhất trong lịch sử NCAA.
Vào ngày 10 tháng 10 năm 2018, Under Armour đã ký hợp đồng tài trợ giày thể thao với Joel Embiid, trung phong của đội Philadelphia 76ers.

## Tranh cãi

### Trung tâm biểu diễn thể hình UA và bức tranh tường lịch sử
Vào năm 2015, Under Armour hợp tác với FX Studios để xây dựng Trung tâm Hiệu suất Thể thao Under Armour mới. Tọa lạc tại sảnh chính của Tòa nhà Ngân hàng Bank of America, số 10 đường Light Street, thành phố Baltimore. Trung tâm Biểu diễn Thể hình dự kiến sẽ được xây dựng tại sảnh của tòa nhà nhưng sảnh lại sở hữu những bức tranh tường lịch sử về Baltimore do nghệ sĩ Hildreth Meiere sáng tác. Chính vì vậy, kế hoạch sử dụng cỏ nhân tạo cho sàn nhà của trung tâm vấp phải nhiều tranh cãi. Lý do chính cho sự phản đối này là việc sử dụng cỏ nhân tạo sẽ che khuất các bức tranh tường. Nhiều người cho rằng việc che giấu những tác phẩm nghệ thuật lịch sử này là một sự lãng phí tiền thuế và thiếu tôn trọng đối với lịch sử của Baltimore.

### Video săn bắn động vật hoang dã lấy chiến lợi phẩm
Tháng 1 năm 2016, Under Armor triển khai chiến dịch tiếp thị "The Hunting Collective" với sự góp mặt của Sarah Bowmar, một nữ thợ săn người Mỹ. Chiến dịch này nhằm tôn vinh những người phụ nữ đam mê săn bắn và phá vỡ định kiến về giới trong lĩnh vực này. Tháng 8 năm 2016, một đoạn video do Bowmar ghi lại về việc chồng cô săn bắn một con gấu lan truyền rộng rãi trên mạng xã hội. Video cho thấy chồng cô đâm con gấu và sau đó vui mừng vì đã bắn trúng nó. Con gấu được tìm thấy đã chết vào ngày hôm sau. Sự việc này đã dẫn đến làn sóng chỉ trích dữ dội đối với Under Armour trên toàn thế giới. Do đó, công ty đã chấm dứt hợp đồng với Bowmar chỉ vài ngày sau khi video được công bố.

### Ủng hộ của Trump và cuộc tẩy chay công khai
Ngày 7 tháng 2 năm 2017, hai tuần sau khi Donald Trump nhậm chức Tổng thống Hoa Kỳ, Giám đốc điều hành Kevin Plank của Under Armour đã bày tỏ sự ủng hộ đối với chính quyền Trump và nhận định về sự thân thiện của chính quyền này đối với các tập đoàn.
Nhiều vận động viên hợp tác với Under Armour đã lên tiếng phản đối phát biểu của Plank. Stephen Curry, nhà tài trợ có giá trị nhất của công ty, bày tỏ sự lo ngại về việc lòng trung thành của anh với Under Armour có thể bị ảnh hưởng nếu hành động của công ty không phù hợp với giá trị của anh. Dwayne Johnson cũng không đồng ý với việc quan điểm cá nhân của CEO được áp dụng cho các đối tác và nhân viên của công ty.
Ngày 15 tháng 2, tám ngày sau tuyên bố gây tranh cãi, Plank đã đăng một trang quảng cáo trên tờ Baltimore Sun để làm rõ quan điểm của bản thân và công ty. Bức thư thừa nhận rằng ông đã sử dụng "lời nói không chính xác" và khẳng định cam kết của Under Armour đối với sự đa dạng, tinh thần kinh doanh và tạo việc làm. Plank lên án lệnh cấm đi lại của chính quyền Trump đối với bảy quốc gia Hồi giáo, đồng thời tuyên bố "công ty sẽ tham gia liên minh các công ty để phản đối bất kỳ hành động mới nào gây ảnh hưởng tiêu cực đến nhân viên, gia đình và cộng đồng của chúng tôi."
Ngày 2 tháng 6, trong một tuyên bố với báo giới, Plank bày tỏ sự tiếc nuối về quyết định của Chính quyền Trump rút Hoa Kỳ khỏi Thỏa thuận Paris về biến đổi khí hậu:
Tại Under Armour, chúng tôi vô cùng thất vọng trước quyết định rút khỏi Thỏa thuận Khí hậu Paris của Chính quyền. Biến đổi khí hậu là mối đe dọa trực tiếp đến hành tinh, các thành phố và nền kinh tế của chúng ta. Do đó, cộng đồng doanh nghiệp, khách hàng, người dân và các quan chức dân cử cần chung tay giải quyết vấn đề cấp bách này. Tính bền vững luôn là kim chỉ nam của Under Armour. Nó là yếu tố cốt lõi trong cách chúng tôi vận hành và đóng vai trò thiết yếu trong việc bảo vệ môi trường. Là một nhà lãnh đạo doanh nghiệp luôn mong muốn tạo ra việc làm cho người Mỹ, tôi kịch liệt phản đối quyết định rút khỏi Hiệp định Paris.
Vào ngày 14 tháng 8 năm 2017, Plank đã tự rút khỏi Hội đồng Sáng kiến Việc làm Sản xuất của Trump sau khi phản ứng dữ dội về việc Trump đối xử với các sự kiện tại Charlottesville, Virginia.

### Chống cháy và dễ cháy
Tháng 6 năm 2018, một bài đăng trên Facebook lan truyền thông tin cho rằng quần áo Under Armour dễ bắt lửa và gây bỏng nặng cho trẻ em. Mặc dù không có lệnh thu hồi nào được ban hành và chưa có bằng chứng xác thực về việc sản phẩm của thương hiệu này vi phạm quy định liên bang, một nghiên cứu năm 2008 của Cục Kiểm lâm Hoa Kỳ lại cho thấy chất liệu của Under Armour có khả năng gây thương tích cho người mặc cao hơn so với hầu hết các loại lót khác.

### Điều tra liên bang
Vào tháng 11 năm 2019, Ủy ban Giao dịch và Chứng khoán Hoa Kỳ (SEC) tiết lộ rằng họ đã tiến hành giám sát chặt chẽ các chính sách kế toán của Under Armour trong hơn hai năm. Tiếp theo đó, vào tháng 7 năm 2020, Under Armour xác nhận rằng họ đã nhận được Thông báo Wells từ SEC liên quan đến việc kê khai tài chính của công ty trong giai đoạn 2015-2016.

## Tăng cường sự gắn kết cộng đồng
UA Give Back là nỗ lực của Under Armour nhằm đóng góp cho các khía cạnh khác nhau của cộng đồng thế giới. Họ có các nhánh khác nhau trong tổ chức, với mỗi nhánh chuyên về một hoạt động từ thiện mà Under Armour hỗ trợ. Các nhánh này bao gồm UA Power in Pink, UA Freedom và UA Win Global.
Chương trình UA Power in Pink của Under Armour hướng đến việc khuyến khích phụ nữ sử dụng luyện tập thể dục thể thao như một biện pháp phòng chống ung thư vú hiệu quả.  Chương trình UA Freedom của Under Armour phối hợp cùng Dự án Chiến binh Bị thương nhằm tôn vinh, nâng cao nhận thức và hỗ trợ các cựu chiến binh và quân nhân bị thương. Chương trình UA Win Global hướng đến phát triển thể thao cho trẻ em tại các cộng đồng khó khăn thông qua việc cải thiện cơ sở vật chất, đầu tư vào chương trình đào tạo và hỗ trợ huấn luyện viên.
Tính đến năm 2012, Under Armour là nhà tài trợ của "Chương trình Video Cao cấp" thuộc Baseball Factory - tổ chức có hơn 100 sự kiện thể thao dành cho vận động viên trẻ trên khắp Hoa Kỳ mỗi năm.
Nhiều thương hiệu đã đăng tải quảng cáo trên các kênh YouTube có nội dung cực đoan. Việc này đã dẫn đến việc Under Armour quyết định gỡ bỏ quảng cáo của họ khỏi nền tảng YouTube thuộc sở hữu của Alphabet Inc.